# Małgorzata Kozłowska (urzędniczka)
Małgorzata Kozłowska (ur. 28 stycznia 1955 w Nadarzynie, zm. 13 października 2020 w Warszawie) – polska urzędniczka państwowa i ekonomistka, w latach 1992–2001 podsekretarz stanu w Komitecie Badań Naukowych.

## Życiorys
Córka Macieja i Jadwigi. Z wykształcenia magister ekonomii, absolwentka Szkoły Głównej Handlowej w Warszawie. Od 1978 pracowała w Instytucie Handlu Wewnętrznego i Usług, następnie była głównym specjalistą ds. nauki w Ministerstwie Finansów. Została dyrektorem departamentu ekonomicznego w Urzędzie Postępu Naukowo-Technicznego i Wdrożeń, później zajmowała tożsame stanowisko w Komitecie Badań Naukowych. W ostatniej instytucji od 16 lipca 1992 do 22 października 2001 pełniła funkcję podsekretarza stanu oraz pełnomocnika prezesa KBN ds. informatyzacji, od 1999 do 2001 jednocześnie w randze podsekretarza stanu w Ministerstwie Nauki.
Zasiadała w zarządzie Fundacji na rzecz Nauki Polskiej, zajmowała się również popularyzacją nauki. W latach 2008–2014 była kanclerzem Warszawskiego Uniwersytetu Medycznego, a w latach 2014–2018 była zastępcą kanclerza Uniwersytetu Kardynała Stefana Wyszyńskiego. Od 2017 do 2020 pozostawała prezeską Fundacji Rozwoju Warszawskiego Uniwersytetu Medycznego.
Była matką chrzestną statku „RV Baltica”. W 2001 wyróżniona medalem Polskiego Towarzystwa Informatycznego. 16 października 2020 pochowano ją w rodzinnym grobowcu na cmentarzu w Pruszkowie.